# 塔徹比希爾山

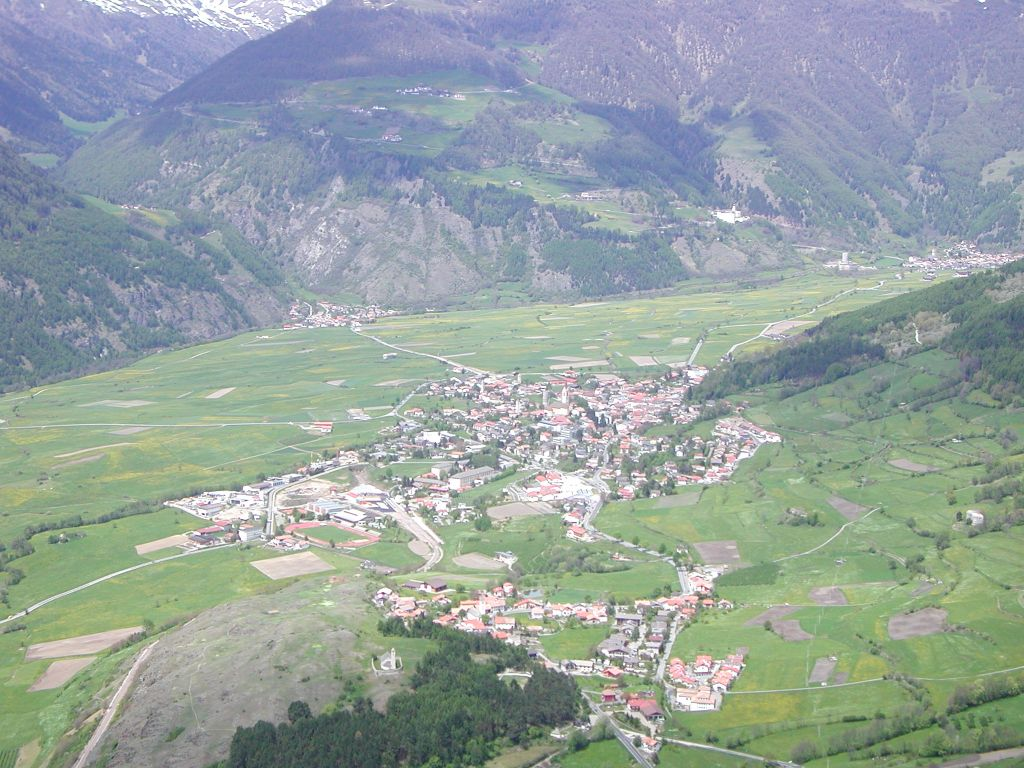

46°40′43.2552″N 10°33′33.7068″E / 46.678682000°N 10.559363000°E
塔徹比希爾山（義大利語：Tartscher Bichl），是意大利的山峰，位於該國東北部，由博爾扎諾-南蒂羅爾自治省負責管轄，屬於奧茨塔爾阿爾卑斯山脈的一部分，海拔高度1,077米。